# طرابزون
ترابزون یا طرابزون (به ترکی استانبولی: Trabzon) شهری است در کشور ترکیه که در کنار دریای سیاه قرار دارد. این شهر مرکز استان طرابزون است. پس از فتح قسطنطنیه (امپراتوری بیزانس) این شهر توسط امپراتوری عثمانی فتح شد و به دست ترک‌های آناتولی افتاد.
این شهر در ساحل دریای سیاه در شمال شرقی ترکیه و مرکز استان طرابزون است. طرابزون، واقع در جاده تاریخی ابریشم، قرنها به عنوان تقاطع ادیان، زبان‌ها و فرهنگ بوده و یک دروازه تجارت به ایران در جنوب شرقی و قفقاز به شمال شرقی بود.
چنان‌که ابن حوقل گوید، بزرگ‌ترین بندری بود که در آغاز دولت عباسیان از قسطنطنیه مال‌التجاره به آن وارد می‌گردید و از آنجا به سایر بلاد اسلامی فرستاده می‌شد… تجارت آنجا به دست ارامنه بود ولی بسیاری از تجار مسلمین نیز در آنجا اقامت دائم داشتند. مخصوصاً پارچه‌های کتان یونانی و پارچه‌های پشمی و دیبای رومی از خلیج یعنی از بوسفور از راه دریا حمل می‌شد و به طرابزون می‌رسید.

## نام
نام ترکی طرابزون است. به صورت تاریخی Trebizond, Trapezund, Tribisonde و Trapezus می‌باشد. این نام در لاتین به شکل Trapezus است که از یونانی باستان و نام Τραπεζοῦς (تراپزوس) که نخستین نام این شهر بوده است گرفته شده. این واژه در یونانی به معنی جدول است؛ که در زبان یونانی پنتوس و یونانی مدرن به شکل Τραπεζούντα (تراپزوندا) درآمده است. در ترکی عثمانی و فارسی به شکل طربزون نوشته شده است. در طی دوره عثمانی طارا بوزان نیز بکار رفته است. برخی جغرافی دانان غربی نیز از این نام به جای نام لاتین Trebizond(ترابیزوند) استفاده کرده‌اند.
در سده نوزدهم میلادی شهر طرابزون از سوی مهاجران ارمنی خورشید آباد (Hurşidabat) نامیده می‌شد.

## جغرافیا
شهر طرابزون در کنار دریای سیاه قرار گرفته است. مساحت این شهر حدود ۱۸۸ و مساحت استان طرابزون نیز ۴٬۶۸۵ کیلومتر مربع است. کوه‌های پنتیک و چهار دریاچه به نام‌های اوزونگل، چاکرگل، سرا و هالیدزن در نزدیکی این شهر واقع شده‌اند.

### آب و هوا
با توجه به این که شهر طرابزون در حاشیه دریای سیاه قرار گرفته آب و هوایی نیمه گرمسیری و مرطوب را داراست.

## جاذبه‌های توریستی

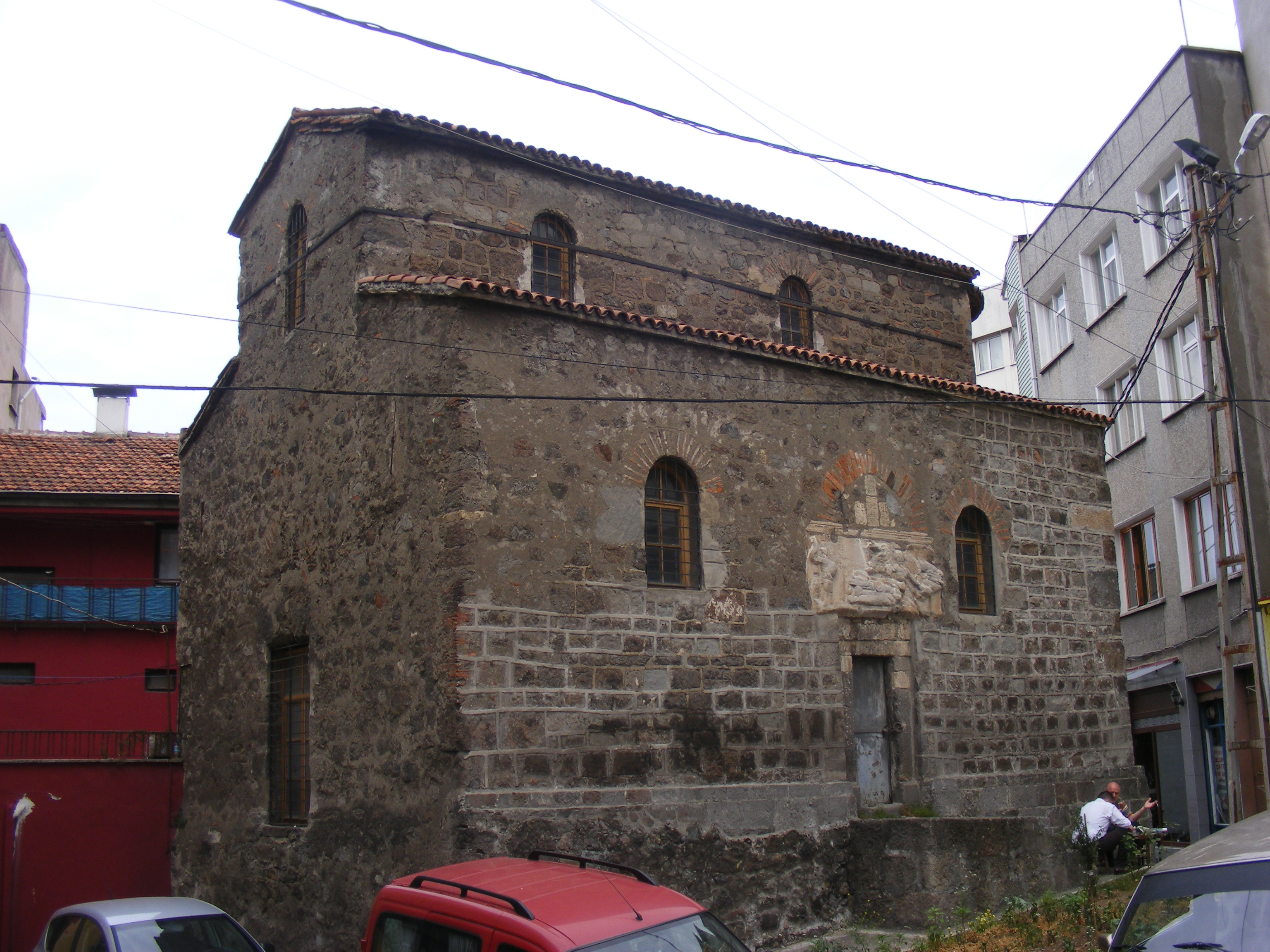
کلیسای آیا آنا در ترابزون

این استان به دلیل تاریخ غنی، مناظر خیره کننده و غذاهای لذیذش مشهور است. برخی از محبوب‌ترین جاذبه‌های ترابزون عبارتند از:
ایا صوفیه: این کلیسای سابق که اکنون به موزه تبدیل شده است، یکی از بهترین نمونه‌های معماری بیزانس در جهان است.
صومعه سوملا: این صومعه ارتدکس یونانی که بر روی صخره ای در کوه‌های پونتیک قرار دارد، یک مقصد زیارتی محبوب است.
قلعه ترابزون: این قلعه که در قرن سیزدهم ساخته شده است، منظره ای پانوراما از شهر ارائه می‌دهد.
موزه ترابزون: این موزه مجموعه ای از مصنوعات را در خود جای داده است که تاریخ منطقه را از دوران ماقبل تاریخ تا به امروز به نمایش می‌گذارد.
دریاچه اوزونگول: این دریاچه کوهستانی که در پارک ملی اوزونگول واقع شده است، مکانی محبوب برای پیاده‌روی، کمپینگ و قایق‌سواری است.
دره آلتین‌دره: این دره که به دلیل جنگل‌های سرسبز و آبشارهای متعددش مشهور است، مکانی محبوب برای پیاده‌روی و پیک نیک است.
بازار سنتی ترابزون: این بازار مکانی عالی برای خرید سوغاتی، از جمله فرش، جواهرات و سرامیک است.
بزتپه :بزتپه، که به تپه وزیرستان نیز معروف است، یکی از جاذبه‌های طبیعی و دیدنی شهر ترابزون در ترکیه است. این تپه در ۳ کیلومتری جنوب شرقی ترابزون واقع شده و دره دگیرمندره را در شرق خود احاطه کرده است. این تپه با ارتفاع ۳۰۰ متر، مناظر بی‌نظیری از شهر و دریای سیاه را به نمایش می‌گذارد.
عمارت آتاتورک: این عمارت توسط بانکدار کنستانتین کابایانیدیس به عنوان یک اقامتگاه تابستانی در قرن نوزدهم در بالای تپه سویوک سو، که ترابزون را احاطه کرده است، ساخته شد. این ساختمان که تحت تأثیر معماری اروپایی و رنسانس غربی قرار گرفته است، با نمادهای اروپایی بزرگ و مجلل تزئین شده است.
پارک زاگ‌نوس: یک پارک شهری است که در دره زاگ‌نوس واقع شده است. این پارک یکی از محبوب‌ترین جاذبه‌های گردشگری در ترابزون است و سالانه میلیون‌ها بازدید کننده را به خود جذب می‌کند.
کارخانه چای ترابزون: یکی از بزرگ‌ترین و مدرن‌ترین کارخانه‌های چای در ترکیه است. این کارخانه در شهر اوف، در استان ترابزون، واقع شده است. استان ترابزون یکی از مناطق اصلی تولید چای در ترکیه است و کارخانه چای ترابزون نقش مهمی در تولید چای ترکیه دارد.

مسجد گلبهار خاتون: مسجدی زیبا و تاریخی در شهر ترابزون ترکیه است. این مسجد به دستور سلطان عثمانی، یاووز سلطان سلیم و به افتخار مادرش، گلبهار خاتون، ساخته شد و در سال ۱۵۱۴ تکمیل گردید. این بنا یکی از مهم‌ترین نمونه‌های معماری عثمانی در منطقه به‌شمار می‌رود.
| داده‌های اقلیم طرابزون (۱۹۲۹–۲۰۱۷)                  | داده‌های اقلیم طرابزون (۱۹۲۹–۲۰۱۷) | داده‌های اقلیم طرابزون (۱۹۲۹–۲۰۱۷) | داده‌های اقلیم طرابزون (۱۹۲۹–۲۰۱۷) | داده‌های اقلیم طرابزون (۱۹۲۹–۲۰۱۷) | داده‌های اقلیم طرابزون (۱۹۲۹–۲۰۱۷) | داده‌های اقلیم طرابزون (۱۹۲۹–۲۰۱۷) | داده‌های اقلیم طرابزون (۱۹۲۹–۲۰۱۷) | داده‌های اقلیم طرابزون (۱۹۲۹–۲۰۱۷) | داده‌های اقلیم طرابزون (۱۹۲۹–۲۰۱۷) | داده‌های اقلیم طرابزون (۱۹۲۹–۲۰۱۷) | داده‌های اقلیم طرابزون (۱۹۲۹–۲۰۱۷) | داده‌های اقلیم طرابزون (۱۹۲۹–۲۰۱۷) | داده‌های اقلیم طرابزون (۱۹۲۹–۲۰۱۷) |
| ماه                                                | ژانویه                            | فوریه                             | مارس                              | آوریل                             | مه                                | ژوئن                              | ژوئیه                             | اوت                               | سپتامبر                           | اکتبر                             | نوامبر                            | دسامبر                            | سال                               |
| -------------------------------------------------- | --------------------------------- | --------------------------------- | --------------------------------- | --------------------------------- | --------------------------------- | --------------------------------- | --------------------------------- | --------------------------------- | --------------------------------- | --------------------------------- | --------------------------------- | --------------------------------- | --------------------------------- |
| سابقهٔ بیش‌ترین °C (°F)                              | ۲۵٫۹ (۷۹)                         | ۳۰٫۱ (۸۶)                         | ۳۵٫۲ (۹۵)                         | ۳۷٫۶ (۱۰۰)                        | ۳۸٫۲ (۱۰۱)                        | ۳۶٫۷ (۹۸)                         | ۳۷٫۰ (۹۹)                         | ۳۸٫۲ (۱۰۱)                        | ۳۶٫۷ (۹۸)                         | ۳۳٫۸ (۹۳)                         | ۳۲٫۸ (۹۱)                         | ۲۶٫۴ (۸۰)                         | ۳۸٫۲ (۱۰۱)                        |
| میانگین بیش‌ترین °C (°F)                            | ۱۰٫۷ (۵۱)                         | ۱۰٫۷ (۵۱)                         | ۱۱٫۸ (۵۳)                         | ۱۵٫۵ (۶۰)                         | ۱۹٫۱ (۶۶)                         | ۲۳٫۱ (۷۴)                         | ۲۵٫۸ (۷۸)                         | ۲۶٫۵ (۸۰)                         | ۲۳٫۶ (۷۴)                         | ۲۰٫۰ (۶۸)                         | ۱۶٫۴ (۶۲)                         | ۱۲٫۹ (۵۵)                         | ۱۸٫۰ (۶۴)                         |
| میانگین روزانه °C (°F)                             | ۷٫۳ (۴۵)                          | ۷٫۲ (۴۵)                          | ۸٫۳ (۴۷)                          | ۱۱٫۷ (۵۳)                         | ۱۵٫۹ (۶۱)                         | ۲۰٫۳ (۶۹)                         | ۲۳٫۱ (۷۴)                         | ۲۳٫۴ (۷۴)                         | ۲۰٫۳ (۶۹)                         | ۱۶٫۶ (۶۲)                         | ۱۲٫۸ (۵۵)                         | ۹٫۵ (۴۹)                          | ۱۴٫۷ (۵۸)                         |
| میانگین کم‌ترین °C (°F)                             | ۴٫۵ (۴۰)                          | ۴٫۳ (۴۰)                          | ۵٫۳ (۴۲)                          | ۸٫۶ (۴۷)                          | ۱۲٫۸ (۵۵)                         | ۱۶٫۹ (۶۲)                         | ۱۹٫۸ (۶۸)                         | ۲۰٫۳ (۶۹)                         | ۱۷٫۳ (۶۳)                         | ۱۳٫۶ (۵۶)                         | ۹٫۹ (۵۰)                          | ۶٫۶ (۴۴)                          | ۱۱٫۷ (۵۳)                         |
| سابقهٔ کم‌ترین °C (°F)                               | −۷٫۰ (۱۹)                         | −۷٫۴ (۱۹)                         | −۵٫۸ (۲۲)                         | −۲٫۰ (۲۸)                         | ۴٫۲ (۴۰)                          | ۹٫۲ (۴۹)                          | ۱۱٫۰ (۵۲)                         | ۱۳٫۵ (۵۶)                         | ۷٫۳ (۴۵)                          | ۳٫۴ (۳۸)                          | −۱٫۶ (۲۹)                         | −۳٫۳ (۲۶)                         | −۷٫۴ (۱۹)                         |
| بارندگی میلی‌متر (اینچ)                             | ۸۲٫۰ (۳٫۲۳)                       | ۶۳٫۸ (۲٫۵۱)                       | ۵۸٫۱ (۲٫۲۹)                       | ۵۷٫۲ (۲٫۲۵)                       | ۵۱٫۶ (۲٫۰۳)                       | ۵۰٫۴ (۱٫۹۸)                       | ۳۵٫۵ (۱٫۴)                        | ۴۵٫۱ (۱٫۷۸)                       | ۷۸٫۵ (۳٫۰۹)                       | ۱۱۵٫۰ (۴٫۵۳)                      | ۹۹٫۱ (۳٫۹)                        | ۸۳٫۳ (۳٫۲۸)                       | ۸۱۹٫۶ (۳۲٫۲۷)                     |
| میانگین روزهای بارندگی                             | ۱۱٫۵                              | ۱۱٫۸                              | ۱۲٫۶                              | ۱۲٫۴                              | ۱۲٫۱                              | ۱۰٫۳                              | ۷٫۵                               | ۸٫۳                               | ۱۰٫۶                              | ۱۱٫۹                              | ۱۱٫۴                              | ۱۲٫۱                              | ۱۳۲٫۵                             |
| درصد رطوبت                                         | ۶۹                                | ۶۹                                | ۷۳                                | ۷۵                                | ۷۷                                | ۷۵                                | ۷۳                                | ۷۳                                | ۷۴                                | ۷۳                                | ۷۰                                | ۶۸                                | ۷۲٫۴                              |
| میانگین روزانه ساعت‌های تابش آفتاب                  | ۸۳٫۷                              | ۹۰٫۴                              | ۱۰۵٫۴                             | ۱۲۶٫۰                             | ۱۷۰٫۵                             | ۲۱۰٫۰                             | ۱۸۲٫۹                             | ۱۷۳٫۶                             | ۱۴۷٫۰                             | ۱۳۹٫۵                             | ۱۰۸٫۰                             | ۸۳٫۷                              | ۱٬۶۲۰٫۷                           |
| میانگین روزانه ساعت‌های تابش آفتاب                  | ۲٫۷                               | ۳٫۲                               | ۳٫۴                               | ۴٫۲                               | ۵٫۵                               | ۷٫۰                               | ۵٫۹                               | ۵٫۶                               | ۴٫۹                               | ۴٫۵                               | ۳٫۶                               | ۲٫۷                               | ۴٫۴۳                              |
| منبع شماره ۱: Turkish State Meteorological Service |                                   |                                   |                                   |                                   |                                   |                                   |                                   |                                   |                                   |                                   |                                   |                                   |                                   |
| منبع شماره ۲: Weatherbase                          |                                   |                                   |                                   |                                   |                                   |                                   |                                   |                                   |                                   |                                   |                                   |                                   |                                   |

## مردم
عمدهٔ مردم طرابزون ترک‌تبار هستند. ولی گروهی از چرکس‌های مهاجر نیز وجود دارند. همچنین گروه‌های کوچکی از لازها، یونانی‌های مسلمان و ارامنه همشین نیز در این شهر حضور دارند. ترک‌های محلی عمدتاً از ترکمن‌های چپنی هستند. زبان اصلی این گروه‌های قومی ترکی می‌باشد. مهاجرین تازه که پس از فروپاشی شوروی به این شهر آمده‌اند عمدتاً روس و اکراینی و قفقازی‌تبار (عمدتاً گرجستانی) هستند. در این شهر مغازه‌ها و مکان‌هایی به زبان روسی را می‌توان یافت.

## شهرهای خواهرخوانده
طرابزون با شهرهای زیر خواهرخوانده است:
- باتومی، گرجستان، از ۲۰۰۰
- دورتموند، آلمان، از ۲۰۱۳
- بیشکک، قرقیزستان، از ۲۰۱۴
- قابس، تونس، از ۲۰۱۳
- رشت، ایران، از ۲۰۰۰
- ریژائو، چین، از ۱۹۹۷
- سوچی، روسیه، از ۱۹۹۳
- سیگت‌وار، مجارستان، از ۱۹۹۸
- زنجان، ایران، از ۲۰۰۱